# Worthington Lakes
Die Worthington Lakes sind eine Gruppe von drei Stauseen in Greater Manchester, England. Das Adlington Reservoir, das Arley Reservoir und das Worthington Reservoir bilden von Nord nach Süd die Worthington Lakes östlich des Ortes Standish. Die drei Stauseen sind jeweils durch einen Damm voneinander getrennt. 
Der Bucknow Brook bildet den Zufluss des Adlington Reservoir an dessen Nordseite, während der River Douglas in die Nordostecke des Arley Reservoir mündet. Der River Douglas bildet auch den Abfluss des Worthington Reservoirs an dessen Südende.